# Армейско-полицейская операция в Оахаке
Армейско-полицейская операция в Оахаке началась с прибытия Федеральной превентивной полиции в город Оахака-де-Хуарес, штат Оахака, ранним утром 27 октября 2006 года. Это произошло спустя несколько часов после событий, которые привели к конфликту между членами Народной ассамблеи народов Оахаки (АППО) и радикальными сторонниками Институционно-революционной партии муниципалитета Санта-Лусия-дель-Камино, штат Оахака. В результате этого конфликта погибли четыре человека, включая оператора-волонтёра Indymedia New York по имени Уильям Брэдли Роланд, и более 23 получили ранения. Это событие является частью общего конфликта.
Эти факты вызвали бурную реакцию в национальной и международной прессе. Критики считают, что правительство штата участвовало в давлении на федеральное правительство с целью создания Федеральной превентивной полиции. Это, по их мнению, могло предотвратить отставку губернатора штата Оахака, Улисеса Руиса Ортиса.
Операция вызвала резкую критику со стороны местных и национальных властей. Поступали сообщения о серьёзных нарушениях прав человека, таких как:
- Нарушение принципа презумпции невиновности при арестах;
- Жестокое, бесчеловечное и унижающее достоинство обращение с задержанными;
- Применение пыток, внесудебных казней и других жестоких методов со стороны сил безопасности[3][4].

## Почему вступает ФПП?
Хотя конфликт между властями штата Оахака начался в мае 2006 года, только в конце октября демонстрации и требования АППО начали набирать обороты. Под предлогом того, что исторический центр Оахаки будет включен в список Всемирного культурного наследия, тогдашний президент Висенте Фокс отдал приказ о выселении жителей с главной площади города. Давление, которое Фелипе Кальдерон оказывал на президента Висенте Фокса, с целью разрешения конфликта, прежде чем он покинул свой пост, а также давление со стороны крупных бизнесменов и торговцев Оахаки, а также представителей католической церкви, вынудило федеральное правительство обратиться к Федеральной превентивной полиции для разрешения ситуации. Цель заключалась не в том, чтобы урегулировать сам конфликт, а в восстановлении общественного порядка и управления, которые были нарушены еще до событий 27 октября 2006 года.

## Хронология конфликта

### 27 октября
27 октября стало важной датой в истории Оахаки. В ходе первого столкновения с федеральной полицией были убиты трое протестующих и более 23 получили ранения. Никто из погибших и раненых не принадлежал к числу представителей сил безопасности. На следующий день четверо должностных лиц и Педро Кармона, бывший президент муниципалитета Санта-Люсия-дель-Камино, были доставлены в прокуратуру. Они подозревались в причастности к убийству репортера. Местные СМИ сообщили, что в Брэда Уилла стрелял Педро Кармона.

### 29 октября
На конференции 29 октября тогдашний президент Висенте Фокс пообещал урегулировать конфликт между магистратами до окончания срока своих полномочий.

### 5 ноября
По состоянию на 5 ноября, PFP сообщила, что в её рядах было десять раненых офицеров и более тридцати задержанных. В свою очередь, марш АППО, на котором предлагалось отозвать НПФ и потребовать отставки губернатора Улисеса Руиса Ортиса, прошёл спокойно.

### 16 декабря
16 декабря 2006 года несколько федеральных полицейских начали покидать главную площадь. В итоге на ней остались лишь 2000 федеральных полицейских, которые были расквартированы на близлежащей военной базе.

### Последствия смерти иностранного журналиста
Посол США Тони Гарси направил правительству Мексики ноту с просьбой разъяснить обстоятельства смерти американского оператора.